# Авраменко, Алексей Николаевич
Алексей Николаевич Авраменко (бел. Аляксей Мікалаевіч Аўраменка; 11 мая 1977, Минск, Белорусская ССР, СССР — 4 июля 2023) — белорусский государственный деятель. Министр транспорта и коммуникаций Республики Беларусь (15 января 2019 — 4 июля 2023).

## Биография
Родился 11 мая 1977 года в Минске.
В 1999 году окончил Белорусскую государственную политехническую академию.
С 1999 по 2000 год работал мастером дорожно-строительного управления № 43 РУП «Строительно-монтажный трест № 8». С 2000 по 2001 год работал главным специалистом отдела содержания дорожной сети Комитета по автомобильным дорогам при Министерстве транспорта и коммуникаций. С 2001 по 2006 год занимал должности главного специалиста, заместителя начальника и начальника управления транспорта, связи и информатизации Аппарата Совета Министров Республики Беларусь. После чего был назначен заместителем Министра транспорта и коммуникаций Республики Беларусь.
В 2010 году окончил Академию управления при Президенте Республики Беларусь.
С 2016 по 15 января 2019 года работал первым заместителем Министра транспорта и коммуникаций.
15 января 2019 года назначен Министром транспорта и коммуникаций.
Скоропостижно скончался 4 июля 2023 года на 47-м году жизни. Церемония прощания состоялась 6 июля в минском Дворце культуры и спорта железнодорожников, к гробу экс-министра был возложен венок от Президента Республики Беларусь. В этот же день состоялись похороны на Восточном кладбище.
По утверждениям «Нашей Нивы», покончил с собой — выпил технической жидкости, не выдержав давления со стороны КГБ. Через два дня после смерти министра Александр Лукашенко на встрече с журналистами назвал Авраменко «погибшим». В декабре 2024 года Киберпартизаны заявили, что в качестве официальной причины смерти Алексея Авраменко в документах указаны «другие неточно обозначенные и неуточнённые причины смерти».

## Участие в репрессиях
После выборов в 2020 году при Авраменко проводились «чистки» неугодных сотрудников в транспортной системе Белоруссии. Массово увольняли людей на БелЖД за участие в протестной деятельности, при этом также увольняли начальников, которые старались не увольнять людей.
В марте 2023 года в Сообществе железнодорожников Беларуси появилась информация о планах по сокращению не менее 8 тысяч человек.

## Санкции ЕС, США и других стран
21 июня 2021 года был включён в «Чёрный список ЕС». Согласно решению Совета Европейского союза, Авраменко отвечал за принудительную посадку пассажирского рейса FR4978 в Минске 23 мая 2021 года, в результате чего были арестованы Роман Протасевич и Софья Сапега. Из-за этого же Авраменко в свои санкционные списки включили Великобритания, Канада, Швейцария. 6 июля 2021 года к июньскому пакету санкций ЕС присоединились Албания, Исландия, Лихтенштейн, Норвегия, Северная Македония, Черногория.
9 августа 2021 года также был внесён в список специально обозначенных граждан и заблокированных лиц США.